# Atari Corporation
Atari Corporation (in precedenza Tramel Technology) è stata una società statunitense produttrice di home computer e console giochi attiva dal 1984 al 1996.
Fondata nel 1984 da Jack Tramiel dopo che questi aveva acquistato da Warner Communications la divisione computer e console di Atari, Inc., alcuni dei prodotti commercializzati da Atari includono i computer Atari ST, Atari Falcon e Atari XE e XEGS e le console Atari 7800, Atari Lynx e Atari Jaguar. La società fu inglobata nel 1996 da JT Storage, di cui divenne una piccola controllata ma fu chiusa nel 1998 quando JT Storage cedette tutte le sue proprietà intellettuali ad Hasbro Interactive.

## Storia

### La creazione ed il rapporto conAmiga

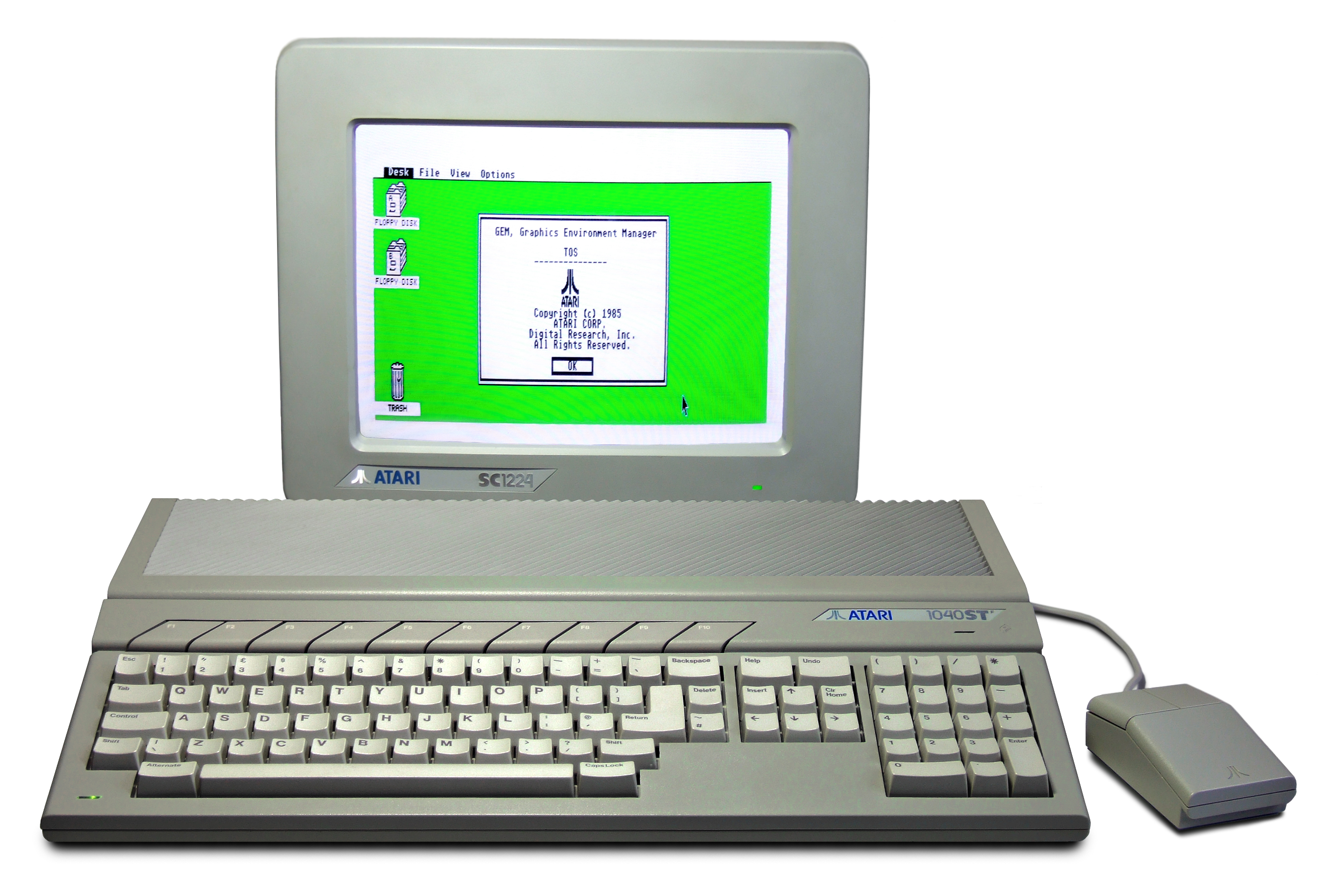
Atari ST

Nel 1984 Jack Tramiel, che aveva abbandonato da pochi mesi la società Commodore International da lui fondata, acquistò per 240 milioni di dollari la divisione computer e console di Atari, Inc. creando la Tramel Technology che il 1º luglio 1984 cambiò nome in Atari Corporation.
Tramiel si interessò anche ad Amiga Corporation., una piccola società che stava sviluppando il prototipo di un nuovo computer, chiamato "Lorraine". Atari, quando ancora era controllata dalla Warner, aveva prestato 1 milione di dollari a questa società che aveva bisogno di fondi per continuare lo sviluppo del proprio sistema, con il preciso accordo di avere in esclusiva, non appena fosse stato pronto, l'uso dell'innovativo chipset Lorraine per commercializzare dapprima una nuova console da gioco e, in seguito, un vero e proprio computer. Prima della scadenza del prestito, Tramiel, intuendo che Amiga non sarebbe stata in grado di restituire la somma, decise di presentare un'offerta di acquisto della società offrendo 98 centesimi di dollaro per azione. I vertici di Amiga Corporation, ritenendola inidonea, decisero di contattare la Commodore per cercare di ottenere qualcosa di più. A due giorni dalla scadenza del prestito la Commodore trattò con la società. per 4,25 dollari ad azione più un prestito di 1 milione di dollari per saldare il debito con Atari, che vide così sfumarne l'acquisizione da parte di quest'ultima.

### Lo sviluppo dell'Atari ST e degli home computers
Tramiel mise allora in vendita tutte le console da gioco che erano rimaste nei magazzini dalla vecchia società per poter finanziare il completamento dello sviluppo di un nuovo computer a 16 bit progettato dal capo ingegnere Shiraz Shivji, uno dei progettisti del famoso Commodore 64. Il nuovo computer, basato sul processore Motorola 68000 e definito il "JackIntosh" a causa della somiglianza hardware e software con il Macintosh di Apple, fu messo in commercio nel 1985 con il nome di Atari ST insieme ai nuovi computer ad 8 bit della serie Atari XE. Nel 1986 Atari Corp. lanciò sul mercato anche 2 console che erano state progettate ai tempi in cui Atari Inc. era sotto il controllo di Warner: si trattava della Atari 2600 Jr. (Jr. stava per "Junior") e della Atari 7800, che era stata già presentata nel 1984 dalla precedente società e che era stata poi accantonata quando Atari Inc. era stata divisa e venduta.
L'utile di Atari Corp. iniziò a risalire, facendo registrare quell'anno un profitto di 25 milioni di dollari. La linea Atari ST incontrò un buon successo (soprattutto in Europa), anche grazie alle sue porte MIDI integrate, che ne fecero uno strumento molto popolare fra i musicisti. Alla fine della commercializzazione ne furono vendute 4 milioni di unità. Un discreto risultato, anche se inferiore a quello del suo diretto rivale, il Commodore Amiga, della vecchia società di Tramiel. Atari Corp. realizzò anche una linea di computer IBM PC compatibili ed un piccolo palmare compatibile MS-DOS denominato Atari Portfolio.
Nel 1989 Atari Corp. presentò al Summer Consumer Electronics Show, la fiera estiva dell'elettronica di consumo, l'Atari Lynx, la prima console portatile con un display a colori. Nonostante le buone caratteristiche tecniche del Lynx, alcuni problemi di approvvigionamento di componenti impedirono ad Atari Corp. di fornire in tempo per le festività natalizie un adeguato numero di unità. Nel frattempo anche Nintendo aveva presentato alla stessa fiera una sua console portatile, il Game Boy, dotato però di display monocromatico. La scarsità di unità disponibili unita all'elevato prezzo di vendita se comparato con quello del suo avversario (il Lynx fu inizialmente messo in vendita a circa 180 dollari mentre il Game Boy ne costava 90) ne limitarono notevolmente la diffusione. Nei mesi successivi, nonostante le qualità superiori del Lynx, il Game Boy continuò ad incontrare i favori del pubblico grazie al suo prezzo ridotto: gli sviluppatori, viste le vendite, concentrarono ovviamente la produzione di giochi per il Game Boy tralasciando di offrire titoli per il Lynx. Atari Corp. perse poi altri 250 milioni di dollari per una causa legale persa che aveva intentato contro la stessa Nintendo, che aveva accusato di monopolio illegale.
Atari Corp. tentò di rifarsi presentando nel 1992 un nuovo potente computer, l'Atari Falcon, basato sul processore Motorola 68030 e, nel 1993, una nuova console, l'Atari Jaguar, offerta come la prima console a 64 bit. Dopo un iniziale periodo di successo, la console non riuscì nel tempo ad imporsi raggiungendo i numeri sperati: non era così potente come la Sony Computer Entertainment PlayStation o il Sega Saturn e mancava del supporto dato dai produttori terzi, supporto che invece sostenne le offerte delle console giapponesi.

### La fusione con JT Storage Inc. e la fine
Una serie di cause legali vinte seguite da alcuni investimenti proficui avevano portato nelle casse di Atari Corp. diversi milioni di dollari in contante ma il fallimento delle console Lynx e Jaguar avevano lasciato la società senza un prodotto da vendere. A questa situazione si aggiunsero i problemi della famiglia Tramiel: nel 1995 Sam Tramiel, il figlio a cui Jack aveva lasciato il controllo della società anni prima, ebbe un attacco di cuore, costringendo lo stesso Jack a tornare a sedere sulla poltrona presidenziale. Tutto questo portò la società ad essere fusa con JT Storage Inc., una piccola produttrice di dischi rigidi, con la quale formò JTS Corporation, nel cui consiglio di amministrazione confluì anche Jack Tramiel. Ma il ruolo di Atari Corp. nel nuovo gruppo divenne quello di semplice detentore del marchio "Atari": l'acquisizione era stata fatta esclusivamente perché le disponibilità finanziarie di Atari rappresentavano una panacea per JT Storage, che versava in gravi difficoltà economiche. La conferma di ciò si ebbe con il licenziamento di quasi tutti i dipendenti Atari.
Nel marzo del 1998 JTS vendette la proprietà intellettuale, il marchio e le attività di Atari alla Hasbro Interactive per 5 milioni di dollari (meno del quinto di quanto la Warner Communications l'aveva pagata 22 anni prima). Nonostante i soldi provenienti da questa transazione, JTS si trovò in ristrettezze economiche, ed alla fine di quell'anno dichiarò bancarotta entrando in amministrazione controllata secondo il Capitolo 11 della legislazione statunitense in materia, venendo dichiarata fallita nel febbraio dell'anno successivo e messa in liquidazione secondo quanto stabilito dal Capitolo 7.

## Maggiori prodotti
- Atari 7800
- Atari 2600 Jr.
- Atari 65XE, Atari 130XE
- Atari XE Game System
- Atari Lynx
- Atari Jaguar
- Atari Jaguar CD
- Atari ST, Atari STE
- Atari Stacy, ST BOOK
- Atari MEGA ST, Atari MEGA STE
- Atari TT
- Atari Falcon
- Atari Transputer Workstation
- Atari Portfolio

## Cronologia
Atari
- 1972-1984 - Atari, Inc.
- 1984–1996 - Atari Corporation
- 1996–2001 - Atari Interactive
- dal 2003 - Atari, Inc. (gruppo Atari SA)
- dal 2009 - Atari SA